# NGC 6379
NGC 6379 is een spiraalvormig sterrenstelsel in het sterrenbeeld Hercules. Het hemelobject werd op 15 mei 1864 ontdekt door de Duitse astronoom Albert Marth.

## Synoniemen
- UGC 10886
- IRAS 17283+1619
- MCG 3-44-10
- ZWG 111.44
- ZWG 112.2
- PGC 60421